# A Sprained Ankle
A Sprained Ankle è un cortometraggio muto del 1911 scritto e diretto da Lewin Fitzhamon.

## Trama
Una maestra di scuola droga il fratello, un giovane ribelle dalle amicizie pericolose. Poi si traveste spacciandosi per lui in modo da mettere nel sacco una banda di rapinatori mascherati.

## Produzione
Il film fu prodotto dalla Hepworth.

## Distribuzione
Distribuito dalla Hepworth, il film - un cortometraggio di 259,08 metri - uscì nelle sale cinematografiche britanniche nell'aprile 1911.
Si conoscono pochi dati del film che, prodotto dalla Hepworth, fu distrutto nel 1924 dallo stesso produttore, Cecil M. Hepworth. Fallito, in gravissime difficoltà finanziarie, il produttore pensò in questo modo di poter almeno recuperare il nitrato d'argento della pellicola.